# ستانکوف (ناحیه ییندریخوف هرادتس)
ستانکوف (به چکی: Staňkov) یک منطقهٔ مسکونی در جمهوری چک است که در ناحیه ییندریخوف هرادتس واقع شده‌است. ستانکوف ۱۸٫۸۷ کیلومتر مربع مساحت و ۲۴۲ نفر جمعیت دارد و ۴۷۰ متر بالاتر از سطح دریا واقع شده‌است.